# Henry St John, 1.º Visconde Bolingbroke
Henry St John, 1º Visconde Bolingbroke (16 de setembro de 1678 - 12 de dezembro de 1751) foi um político inglês, funcionário do governo e filósofo político. 

## Carreira
Ele era um líder dos Conservadores, e apoiou politicamente a Igreja da Inglaterra apesar de suas visões antirreligiosas e oposição à teologia. Ele apoiou a rebelião jacobita de 1715 que procurou derrubar o novo rei George I. Fugindo para a França, tornou-se ministro das Relações Exteriores do Pretendente. Ele foi preso por traição, mas inverteu o curso e foi autorizado a retornar à Inglaterra em 1723. De acordo com Ruth Mack, "Bolingbroke é mais conhecido por sua política partidária, incluindo a história ideológica que ele disseminou em The Craftsman (1726-1735) adotando a antiga teoria Whig da Constituição Antiga e dando-lhe nova vida como um princípio anti-Walpole Tory".

## Trabalhos
- Lashmore-Davies, Adrian C., ed. "The Correspondence of Henry St. John and Sir William Trumbull, 1698–1710", Eighteenth-Century Life 32, no. 3 (2008), pp. 23–179.
- Parke, G., ed. The Letters and Correspondence of Henry St John, Lord Viscount Bolingbroke. 4 vols. 1798.
- Dickinson, H. T., ed. "The Letters of Henry St. John to the Earl of Orrery, 1709–1711" Camden Miscellany, vol. XXVI. Camden Fourth Series. Volume 14 (Londres: The Royal Historical Society, 1975), pp. 137–199.
- H. T. Dickinson (ed.). "Letters of Bolingbroke to the Earl of Orrery, 1712–13", Camden Miscellany, Vol. XXXI. Camden Fourth Series. Volume 44 (Londres: The Royal Historical Society, 1992), pp. 349–371.
- The works of the late Right Honourable Henry St. John, Lord Viscount Bolingbroke, new ed., Vol. 1 (Londres, 1809).
- The works of the late Right Honourable Henry St. John, Lord Viscount Bolingbroke, new ed., Vol. 2 (Londres, 1809).
- The works of the late Right Honourable Henry St. John, Lord Viscount Bolingbroke, new ed., Vol. 3 (Londres, 1809).
- The works of the late Right Honourable Henry St. John, Lord Viscount Bolingbroke, new ed., Vol. 4 (Londres, 1809).
- The works of the late Right Honourable Henry St. John, Lord Viscount Bolingbroke, new ed., Vol. 5 (Londres, 1809).
- The works of the late Right Honourable Henry St. John, Lord Viscount Bolingbroke, new ed., Vol. 6 (Londres, 1809).
- The works of the late Right Honourable Henry St. John, Lord Viscount Bolingbroke, new ed., Vol. 7 (Londres, 1809).
- The works of the late Right Honourable Henry St. John, Lord Viscount Bolingbroke, new ed., Vol. 8 (Londres, 1809).
- The Works of Lord Bolingbroke, Vol 1. University Press of the Pacific, 2001. ISBN 0-89875-352-X
- Armitage, David, ed. Bolingbroke: Political Writings (Cambridge Texts in the History of Political Thought). Cambridge University Press, 1997. ISBN 0-521-58697-6
- The Philosophical Works of the Late Right Honourable Henry St John, Lord Viscount Bolingbroke, 3 vol. 1776, reprint 2005. ISBN 1-4212-0061-9
- Jackman, S. W., ed. The Idea of a Patriot King. Indianapolis, 1965.
- The Works of the Late Right Honorable Henry St. John, Lord Viscount Bolingbroke foi publicado pela primeira vez em março de 1754 em cinco volumes in-quarto, e tornou-se popular por suas controversas perspectivas sobre religião. Uma década depois, o bem-sucedido livreiro londrino Andrew Millar ainda vendia as Obras por uma fortuna considerável, fixando o preço em três guinéus (três libras e três xelins), uma indicação clara da importância e do valor do texto. Em uma carta ao Dr. Cadell em julho de 1765, Millar escreveu: "Eu nunca vendi um Bolingbroke in-quarto por menos de 3 guinéus ... Wren pagou assim e agora não posso alterar o preço".[7]